# プロジェクト・ミュー
株式会社プロジェクト・ミュー（英: Project Mu Co., Ltd.）は、山口県周南市に本社を置く自動車部品メーカー。自動車用ブレーキ部品の製造販売を事業としている。尚、営業本部とブレーキパッド製造工場は埼玉県入間市にある。

## 概要
1988年に東京都西多摩郡で設立。“Project μ（プロジェクト・ミュー）”のブランドで製品を展開をしている。
モータースポーツへの支援も積極的で、部品供給のみならずスポンサーとしての活動も行なっている。

## 沿革
- 1988年 - 東京都西多摩郡に会社設立。ストリート向けアスベストシリーズスポーツパッド「TYPE 1000/2000/3000/4000」発売。アスベスト材レーシングパッド「TYPE N1／N1-R」発売。サーキットレースレーシングサポートを開始。

- 1992年 - ノンアスベスト材 μ1001シリーズ 「TYPE NS/NR/NX/NTS/GN」発売。メタル材 μ1001シリーズ 「TYPE MS/MR/MT/GSM」を発売。メタルフェーシングクラッチ 「SET METAL CLUTCH COVER & DISK」発売。「テフロンブレーキライン」発売。
- 1993年 - 「東京オートサロンショー1993」出展。（国際貿易センター）VICIC主催JAF公認レース「プロジェクト・ミュー AE86スキルフルカップレース」年６戦主催。「Projectμ RACING TEAM」発足。（ＪＡＦ公認） N1耐久レース参戦。
- 1994年 - 「東京オートサロンショー1994」出展。（国際貿易センター）VICIC主催JAF公認レース「プロジェクト・ミュー AE86スキルフルカップレース」年７戦主催。国産市販ブレーキパッドで初のカーボン系スポーツパッド「TYPE HC」発売。業界に旋風を巻き起こす。スポーツディスクローター「SCR」発売。
- 1995年 - 「東京オートサロンショー1995」出展。（国際貿易センター）。
- 1996年 - 「東京オートサロンショー1996」出展。（東京ビッグサイト）２ピースタイプ・スポーツディスクローター「SCR-PRO」発売。業界団体「ＡＳＥＡ」加盟。
- 1997年 - 「東京オートサロンショー1997」出展。（東京ビッグサイト）「福岡オートサロンショー1997」出展。（福岡マリンメッセ）ストリート向けスポーツパッド全アイテムをノンアスベスト材へ材質変更。軽自動車専用ブランド「Coμ SERIES」商品開発・販売。欧州車専用ブランド「z.MEVIUS（ジ・メヴィウス）」商品開発・販売。
- 1998年 - 「東京オートサロンショー1998」出展。（幕張メッセ）独自ドメイン取得。インターネット上にオフィシャルウェブサイトを公開。埼玉県入間市にプロジェクト・ミュー本社ビル完成。（４月）本社移転。（７月）欧州市場進出のため、C.T.F.社（ローマ）と代理店契約。
- 1999年 - 「東京オートサロンショー1999」出展。（幕張メッセ）
- 2000年 - 「東京オートサロン2000 with AUTO ASIA」出展。（幕張メッセ）オリジナル「Hyper Brake Caliper Kit」発売。台湾市場進出。HANDLE STAR社（台北）と代理店契約。アメリカ市場進出。Mackin Industries社（ロサンジェルス）と代理店契約。「POMOMA CAR SHOW 2000」出展。（LA）「SEMA SHOW 2000」出展。（ラスベガス）

## 事業所
- 本社 : 山口県周南市
- 営業本部、製造工場 : 埼玉県入間市
- メンテナンスサービスガレージ : 東京都福生市
- プロジェクトミューUSA (Project Mu USA. Inc) : アメリカ、カリフォルニア州サンタフェ・スプリングス http://www.project-mu.co.jp/usa
- プロジェクトミューASIA (Project Mu Asia Co.,Ltd.) : タイ、バンコク http://www.pmuasia.com
- プロジェクトミューAUSTRALIA (Project Mu Australia Ply Ltd.) : オーストラリア http://www.project-mu.com.au

## 主な製品
- ブレーキパッド
- ブレーキローター
- ブレーキキャリパー
- ブレーキライン
- ブレーキフルード

など